# Muhammad al-Aszmar
Muhammad ibn Taha ibn Muhammad al-Aszmar (arab.: محمد الأشمر; ur. 1894, zm. 1960) – jeden z przywódców walki narodowej w Syrii, w latach 1936–1939 dowódca wojskowy podczas arabskiego powstania w Palestynie.

## Dzieciństwo i młodość
Rodzice al-Aszmara pochodzili z niewielkiej wioski położonej w pobliżu miasta Hama w Syrii, będącej wówczas częścią Imperium osmańskiego. Przenieśli się oni do Damaszku, gdzie urodził się Muhammad. Następnie przeprowadzili się do północno-wschodniej Syrii. Młody Muhammad uczył się jazdy konnej. Później studiował współczesne nauki w Damaszku.

## Działalność polityczna
W okresie studiów al-Aszmar zaangażował się w działalność arabskiego ruchu nacjonalistycznego, stając się zwolennikiem idei panarabizmu - utworzenia państwa Wielkiej Syrii.

## Działalność wojskowa
Podczas I wojny światowej Arabowie przyłączyli się do Brytyjczyków prowadząc arabską rewoltę przeciwko Turkom. W 1918 do Damaszku wkroczyły arabskie oddziały dowodzone przez Fajsala I. Muhammad al-Aszmar przyłączył się wówczas do wojsk arabskich i uczestniczył w walkach przeciwko Turkom. Decyzje podjęte podczas Konferencji pokojowej w Paryżu odmówiły jednak Arabom niepodległości. Czuli się oni oszukani, gdyż terytorium Bliskiego wschodu miało zostać podzielone na dwa mandaty: francuski Mandat Syrii i Libanu i brytyjski Mandat Palestyny. Konsekwencją było nasilenie tendencji panarabizmu i wybuch walk w Libanie i Syrii. Brytyjczycy wycofali się z tego obszaru, robiąc miejsce do wkroczenia wojsk francuskich, które miały zająć Mandat Syrii i Libanu. Muhammad al-Aszmar udał się wówczas do północno-wschodniej Syrii, organizując oddziały partyzanckie do walki przeciwko Francuzom. Uczestniczył we wszystkich najważniejszych walkach w Syrii.
Po upadku powstania uniknął aresztowania i schronił się w Emiracie Transjordanii. Zamieszkał w miejscowości Na’ur, na południowy zachód od Ammanu. Emir Abd Alah I pozwolił mu na zgromadzenie przy sobie 600 syryjskich bojowników, których przygotowywał do powrotu do Syrii. W okresie tym odwiedził Jerozolimę i poznał Al-Hadżdża Muhammada Amina Amin al-Husajniego. W 1931 powrócił do Syrii i zaangażował się w działalność antyfrancuską. Został aresztowany i osadzony w więzieniu.

### Udział w walkach w Palestynie
Po wyjściu z więzienia, szejk al-Aszmar zaangażował się w arabskie powstanie w Palestynie. Wraz z innymi ochotnikami przedostał się do brytyjskiego Mandatu Palestyny i objął dowództwo nad oddziałem działającym w trójkącie Nablus, Tulkarm, Dżanin. W jego oddziale służyli ochotnicy z Syrii, Iraku oraz Druzowie. Początkowo był on podporządkowany pod rozkazy Fauziego al-Kawukdżiego. Po jego wycofaniu się do Transjordanii, al-Aszmar przez jakiś czas współdziałał z Al-Hadżdżem Muhammadem Aminem al-Husajnim, a następnie powrócił do Syrii.
Zmarł w 1960 w Damaszku.